# Johann Georg Weichenberger
Johann Georg Weichenberger est un compositeur amateur et luthiste autrichien de la période baroque, né à Graz en décembre 1676 et mort le 2 janvier 1740.
Il est l'exact contemporain du luthiste autrichien Wolff Jacob Lauffensteiner, né la même année que lui, et précède Silvius Leopold Weiss de dix ans. Il était perçu à l'époque comme un luthiste extraordinaire.

## Biographie
Johann Georg Weichenberger, né à Graz en décembre 1676, est le fils d'un marchand de Graz nommé Johann Caspar Weichenberger.
Après que sa famille ait déménagé à Vienne, Weichenberger occupe un emploi de comptable à la Cour impériale.
La nécrologie du Wienrische Diarium donne le 2 janvier 1740 comme date de son décès, mais elle ne mentionne pas sa condition de luthiste, ce qui n'est pas inhabituel.

## La musique pour luth autrichienne
Johann Georg Weichenberger (1676 à 1740) et Wolff Jacob Lauffensteiner (1676 à 1754) sont deux importants représentants de la musique autrichienne de luth baroque nés la même année, en 1676. En raison des similitudes stylistiques de leurs compositions avec la musique de luth allemand, rendue célèbre par Silvius Leopold Weiss (1687-1750), les œuvres de ces compositeurs ont souvent été considérées comme faisant partie du répertoire de luth allemand (et même parfois attribuées à tort à Weiss), mais il est plus approprié de parler de musique de luth autrichienne : en effet, dans son ouvrage Untersuchung des Instruments der Lauten de 1727, Ernst Gottlieb Baron les loue mais ne les compte pas au nombre de ceux qui suivent Weiss dans sa façon de traiter le luth,.

## Œuvres
Les œuvres de Weichenberger sont conservées dans les bibliothèques de Prague, Bratislava, Brno et Kremsmünster.

## Discographie
- Miguel Yisrael, Austria 1676 - Brilliant Classics 2012
  - Partita en si bémol
  - Partita en do
- Toyohiko Satoh, Weichenberger, a Galant master